# A Star-Wheeled Sky
A Star-Wheeled Sky – amerykańska powieść fantastyczno-naukowa z 2018 autorstwa Brada R. Torgersena. Została opublikowana przez Baen Books. Zdobyła nagrodę Dragon Award dla najlepszej powieści science-fiction w 2019. 

## Fabuła
Minęły tysiące lat, odkąd ludzkość opuściła zrujnowaną Ziemię. Wielu z nich osiedliło się w Waywork, systemie około 50 systemów gwiezdnych połączonych zestawem tuneli czasoprzestrzennych. Pewnego dnia na granicy dwóch walczących frakcji pojawia się nowy punkt nawigacyjny. Wywołuje to wyścig o nowe zasoby.